# كاسي ليمونز
كاسي ليمونز (بالإنجليزية: Kasi Lemmons)‏ هي كاتِبة وكاتبة سيناريو ومخرجة وممثلة أمريكية، ولدت في 24 فبراير 1961 بسانت لويس في الولايات المتحدة.

## أعمال

### أفلام
- (1988) قبلة مصاص الدماء
- (1991) صمت الحملان[4][5]
- (1992) رجل الحلوى
- (2012) غير متصل[6]

### مسلسلات
- عالم آخر

## وصلات خارجية
- كاسي ليمونز على موقع IMDb (الإنجليزية)
- كاسي ليمونز على موقع ألو سيني (الفرنسية)
- كاسي ليمونز على موقع أول موفي (الإنجليزية)
- كاسي ليمونز على موقع قاعدة بيانات الأفلام السويدية (السويدية)
- كاسي ليمونز على موقع إن إن دي بي (الإنجليزية)
- كاسي ليمونز على موقع قاعدة بيانات الفيلم (الإنجليزية)
- كاسي ليمونز على موقع كينوبويسك (الروسية)